# الجني الأبيض

رستم وسبيذ ديو

الجني الأبيض أو سبيذديو إو ديوسبيد (باللغة الفارسية: ديو سپيد) من الشخصيات الشاهنامة وذكر اسمه في الأساطير الإيرانية الدينية والتاريخية. كان سبيذديو جن في مازندران حسب الشاهنامة. ويذكر الملك هوشنغ مقرّبا إلى الرب سائلا أن يؤيد حتى يحطم الجن في مازندران. ولا تزال كلمة جنى(ديوْ) لقبا بين كبراء البلاد.و يظهر من دينكرد أن سبيذديو كان يسكن الكهوف وكان ذو عادات قذرة. فقتل رستم سبيذديو واستخرج كبده. ثم اكتحل الملك كيكاووس بقطرات من دم الكبد فعاد بصره.